# Адама Траоре (івуарійський футболіст)
Адама́ Траоре́ (фр. Adama Traoré, нар. 3 лютого 1990, Бондуку) — івуарійський футболіст, захисник клубу «Базель» та національної збірної Кот-д'Івуару.

## Клубна кар'єра
Народився 3 лютого 1990 року в місті Бондуку. Вихованець футбольної школи клубу «Єо Мартіаль», за який грав у 2005-2008 роках. 
У 2009 році перейшов в австралійський клуб «Голд-Кост Юнайтед». 15 серпня в матчі проти «Норт Квінсленд Фурі» дебютував у чемпіонаті Австралії. 31 жовтня 2010 року також у матчі проти «Норт Квінсленд Фурі» забив перший гол за «Голд-Кост Юнайтед». У складі клубу став дворазовим бронзовим призером чемпіонату Австралії. 
15 березня 2012 року перейшов в інший австралійський клуб «Мельбурн Вікторі», підписавши контракт на 2 роки. У сезоні 2012/13 став бронзовим призером національного чемпіонату.
14 червня 2014 року вільним агентом перейшов у португальський клуб «Віторія» (Гімарайнш), підписавши багаторічний контракт. 16 серпня в матчі проти «Жіл Вісенте» дебютував у чемпіонаті Португалії. Всього за «Віторію» в чемпіонаті Португалії за півроку зіграв 15 матчів.
10 січня 2015 року за 1,5 мільйона євро перейшов у швейцарський «Базель», підписавши контракт на 3,5 роки. 22 лютого в матчі проти «Янг Бойза» дебютував у чемпіонаті Швейцарії. 1 серпня того ж року в матчі проти «Сьйона» забив перший гол за «Базель». У сезоні 2014/15 став чемпіоном Швейцарії та фіналістом кубка Швейцарії, а у наступному сезоні знову виграв національний чемпіонат. Наразі встиг відіграти за команду з Базеля 48 матчів у національному чемпіонаті.

## Виступи за збірні
2006 року дебютував у складі юнацької збірної Кот-д'Івуару, взяв участь у 2 іграх на юнацькому рівні.
Протягом 2007—2009 років залучався до складу молодіжної збірної Кот-д'Івуару. На молодіжному рівні зіграв у 5 офіційних матчах, забив 1 гол.
6 вересня 2015 року дебютував в офіційних іграх у складі національної збірної Кот-д'Івуару у відбірковому матчі до Кубку африканських націй 2017 року проти збірної Сьєрра-Леоне. 
У складі збірної був учасником Кубка африканських націй 2017 року у Габоні.
Наразі провів у формі головної команди країни 9 матчів.

## Титули і досягнення
- Чемпіон Швейцарії (3):

«Базель»: 2014–15, 2015–16, 2016–17
- Володар Кубка Швейцарії (1):

«Базель: 2016–17